# Cornerstone (österreichische Band)
Cornerstone ist eine österreichische Rockband aus Mödling, die im Jahr 1998 gegründet wurde. Größere Bekanntheit erlangte die Gruppe im Jahr 2008 mit der Unterzeichnung eines Vertrages bei dem US-amerikanischen Plattenlabel ATOM Records.

## Geschichte
Im Sommer 1998 gründeten Stefan und Michael Wachelhofer zusammen mit Markus Bousska als Schlagzeuger eine Band, die zunächst Coverversionen von Bands wie The Cure und R.E.M. spielte. Zu dieser Zeit entstanden die ersten selbstgeschriebenen Titel. Trotz einiger anfänglicher Erfolge gab es Schwierigkeiten und Mitgliederwechsel, nach einigen nur teilweise erfolgreichen Auftritten sowie einer nie fertiggestellten Studioproduktion standen Cornerstone im Sommer 2004 kurz vor dem Aus. Dennoch beschloss die Band, ihre musikalische Karriere fortzusetzen.
2008 veröffentlichten Cornerstone ihr Debütalbum „Head Over Heels“, das von der europäischen und amerikanischen Presse sowie den dortigen Hörfunksendern sehr gute Kritiken bekam. Im selben Jahr tourte die Band durch Österreich und England, wo sie auch bei diversen Radiostationen zu Gast waren, unter anderem bei ARFM-Radio/London bei Radio-Legende Steve Price. 2009 absolvierte die Gruppe eine weitere Konzertreise durch England – unter anderem am Z Rock Festival, zusammen mit Ted Poley (u. a. Danger Danger) und John Waite (Ex-Bad English, Ex-The Babys) – und durch die USA, inklusive mehrerer Auftritten bei diversen TV- und Radiostationen.
Im Frühjahr 2011 veröffentlichte die Band ihr Nachfolgewerk „Somewhere in America“, dessen Erstauflage bereits nach drei Wochen ausverkauft war, und absolvierte im Anschluss an die Veröffentlichung wieder etliche Konzerte in Österreich, den umliegenden Ländern und in Großbritannien, wo Cornerstone am Line-Up von einigen größeren Rock-Events des Landes, etwa dem Rock and Bike Fest  gemeinsam mit New Model Army, dem Cambridge Rock Festival (mit The Animals, Magnum, Hazel O’Connor) oder dem Pop Overthrow Festival in Liverpool, standen. Ende 2013 folgte die Veröffentlichung einer Cover-Version des Achtziger-Klassikers „Smalltown Boy“ der Synthie-Pop-Gruppe Bronski Beat, die in den Charts landete. Sämtliche Erlöse der Single kamen dabei der englischen Room to Breathe-Kampagne des Nottingham City Hospitals zur Erforschung und Bekämpfung der Stoffwechselkrankheit Zystische Fibrose zugute. 2016 veröffentlichten Cornerstone ihr drittes Studioalbum „Reflections“, welches in Kanada in Zusammenarbeit mit Musikproduzent Harry Hess (Simple Plan, Billy Talent, Muse) entstand, gefolgt von einer rund 30 Konzerte umfassenden Promotionreise durch Europa. Bei einem Teil der Tour wurde die Band von Gary Howard, dem ehemaligen Kopf der Flying Pickets und Mitglied der Alan-Parsons-Liveband, begleitet.
Nach einer zweijährigen Zwangspause aufgrund der COVID-19-Pandemie stellte sich die Band mit der britischen Sängerin Elena Atkinson und dem Schlagzeuger Erich Blie besetzungsmäßig neu auf und veröffentlichte im April 2022 ihre Comeback-Single „Private Eyes“, die das Thema Stalking aufgreift. Obwohl Cornerstone ihren Bandnamen international als patentrechtlich geschützte Marke hat registrieren lassen, wird die Bezeichnung in einigen Musikmagazinen und Vertriebsplattformen manchmal in Kombination mit einem „®“ oder „(AT)“ (für Austria) angeführt, um Verwechslungen mit einer anderen Band, die in der Vergangenheit ebenfalls diesen Namen verwendet hatte, auszuschließen.

## Diskografie
Alben
- 14. Oktober 2008 – Head over Heels (Wiederveröffentlichung am 23. Oktober 2010)
- 31. Oktober 2011 – Somewhere in America (in den USA bereits am 19. Juli 2011)
- 11. November 2013 – Smalltown Boy
- 9. September 2016 – Reflections (in den USA bereits am 29. Juli 2016)